# Potomci slavných
Potomci slavných je televizní dokumentární cyklus z roku 1997 připravený Českou televizí. Autory pořadu jsou režisér Václav Filip (1943–2013) a Libuše Štědrá.

## Obsah pořadu
Seriál je zaměřen na osudy potomků slavných osobností nejrůznějších profesí, spisovatelů, herců nebo vědeckých osobností.

## Seznam dílů
Pořad má 64 dílů, které od roku 1997 vysílala Česká televize na kanálech ČT1, ČT2 a ČT3. Premiéra prvního dílu byla 11. února vpodvečer na ČT2.
Představeni byli: Mikoláš Aleš, Adolf Branald, Vendelín Budil, E. F. Burian, Čapkové (2 díly), Rudolf Deyl, Jan Drda, Antonín Dvořák, Zdeněk Fibich, Josef Bohuslav Foerster, Fričův rod, Rod Frištenských, Ferenc Futurista a Eman Fiala, Eduard Haken, František Halas, Jaroslav Hašek, Jaroslav Heyrovský, Adolf Hoffmeister, Jiří Guth Jarkovský, Alois Jirásek, Adolf Kašpar, Miloš Kirschner, Miloš Kopecký, František Kožík, Iša Krejčí, František Křižík, Jan Kühn, Josef Lada, Miroslav Macháček, Josef Mařatka, Vladimír Menšík, Vladimír Neff, Božena Němcová, František Nepil, Otakar Novotný, František Palacký, Theodor Pištěk, Jindřich Plachta, Karel Plicka, Jindřich Polák, Václav Rabas, Vlastimil Rada, Rudolf Rokl, Jakub Jan Ryba, Jiřina Salačová, Jaroslav Seifert, Rod Schmoranzů, Antonín Slavíček, Bedřich Smetana, Václav Smetáček, Ladislav Stehlík, Václav Špála, Zdeněk Štěpánek, Jiřina Štěpničková, Max Švabinský, Václav Talich, Rudolf Těsnohlídek, Jiří Trnka, Václav Trojan, Joža Úprka, Karel Vacek, Karel Valdauf a Václav Wasserman.

## Vydané knihy
Podle cyklu byly sepsány čtyři stejnojmenné knihy, jejichž autory jsou Václav Filip a Libuše Štědrá.
- Potomci slavných žijí mezi námi; Co bylo a nebylo v televizním seriálu (1999)
- Potomci slavných žijí mezi námi 2 (2000)
- Potomci slavných žijí mezi námi 3 (2002)
- Potomci slavných vzpomínají (2009)